# Istiglal
Istiglal IST-14.5 (jednostavnije Istiglal) je poluautomatski anti-materijalni snajper kojeg proizvodi Azerbajdžanska obrambena industrija. Ime Istiglal na azerbajdžanskom jeziku znači "nezavisnost".

## Povijest
Istiglal je proizveden 2008., no tek je 2009. predstavljen na 9. Međunarodnoj izložbi vojnih obrambenih tehnologija u Turskoj. Izgled samog snajpera privukao je velik broj posjetitelja.
Istiglal IST-14.5 razvijen je kao anti-materijalni snajper. Dakle, namijenjen je za uporabu uništenja vojne opreme a ne za uništenja protivničke žive sile, odnosno pješaštva (iako može i tome poslužiti). 
Kao takav, namijenjen je uništenju neprijateljske komunikacijske i radarske opereme, skladišta goriva, lakših vojnih vozila te helikoptera i aviona na pistama, hangarima i sl.

## Tehničke karakteristike
S učinkovitim dometom do 3.000 m Istigal je odličan snajper. Budući da je namijenjen u anti-materijalne svrhe, koristi veći kalibar od uobičajenog snajpera - 14.5x114mm.
Snajper se može koristiti u nepovoljnim vremenskim uvjetima te je "otporan" na kišu, snijeg, blato i prašinu. Također, može se koristiti u temperaturnom rasponu od -50 do +50 °C.
Za lakše prenošenje snajper se može rastaviti na dva dijela.

## Korisnici
- Azerbajdžan - Azerbajdžanska vojska.[4]
- Jordan
- Pakistan - Pakistanska vojska već je opremljena s tim snajperima, no postoje planovi o kupnji još Istiglala.
- Turska - Turska vojska pokazala je interes za kupnjom Istiglal snajpera te započela pregovore s azerbajdžanskim vojnim snagama.[8] Već je kupljen nepoznat broj snajpera.